# Cổng Vàng, Vladimir

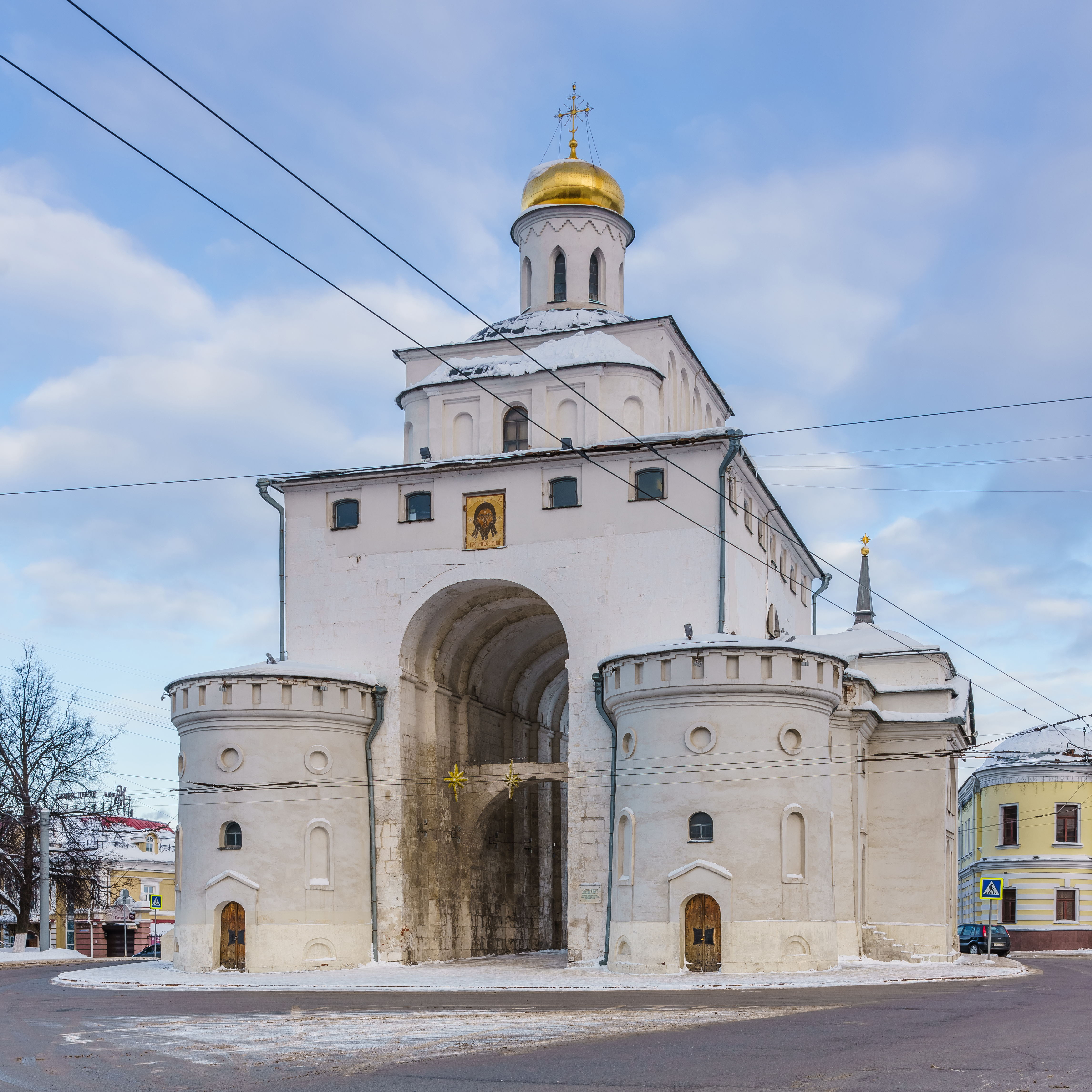
Cổng Vàng, Vladimir.

Cổng Vàng của Vladimir (tiếng Nga: Zolotye Vorota, Золотые ворота) là một công trình được xây dựng giữa năm 1158 và 1164 và mặc dù chỉ còn lại một phần nhưng nó là cổng thành cổ duy nhất còn lại của Nga. Bên trong có nó là bảo tàng lịch sử nói về Cuộc xâm lược châu Âu của người Mông Cổ thế kỷ 13.
Cổng Vàng tồn tại ở nhiều thành phố linh thiêng Chính thống giáo Đông phương như Jerusalem, Constantinople và Kiev. Khi biến Vladimir thành kinh đô của mình, Andrew the Pious khao khát mô phỏng công trình này khi ông cho đặt một tòa tháp cao trên cổng chính của thành phố được dựng từ đá vôi và được mạ những mảng vàng. Theo biên niên sử cổ của Nga, các thợ xây dựng được mời từ Friedrich Barbarossa. Vòm chính cao 15 mét được xây dựng lên trên Barbican tượng trưng cho sự bảo vệ của Mẹ Thiên Chúa với vương quốc của Andrew.
Công trình này sống sót sau sự tàn phá của người Mông Cổ vào Vladimir năm 1237. Tuy nhiên, cuối thế kỷ 18 nó bị xuống cấp và Catherine Đại đế sợ hãi khi đi qua mái vòm vì lo sợ nó bị sập xuống. Năm 1779, bà ra lệnh đo đạc chi tiết và phác họa bản vẽ của công trình này. Năm 1795, sau nhiều cuộc thảo luận thì hầm và Barbican bị phá hủy. Hai khung tháp tròn được xây dựng để củng cố cấu trúc, và các nghệ nhân sau đó tái tạo lại Barbican theo các bản vẽ được phác thảo vào năm 1779.